# واسیلیه شیاکوویچ
واسیلیه شیاکوویچ (انگلیسی: Vasilije Šijaković؛ ۳۱ ژوئیه ۱۹۲۹ – ۱۰ نوامبر ۲۰۰۳) بازیکن فوتبال اهل یوگسلاوی بود.
از باشگاه‌هایی که در آن بازی کرده‌است می‌توان به باشگاه فوتبال ستاره سرخ بلگراد، باشگاه فوتبال بئوگراد، و باشگاه فوتبال پارتیزان اشاره کرد.
وی همچنین در تیم ملی فوتبال یوگسلاوی بازی کرده‌است.